# Oxygonum carnosum
Oxygonum carnosum är en slideväxtart som beskrevs av R. A. Grah.. Oxygonum carnosum ingår i släktet Oxygonum och familjen slideväxter. Inga underarter finns listade i Catalogue of Life.